# Somewhere New
Somewhere New è il secondo EP del gruppo musicale australiano 5 Seconds of Summer, autoprodotto e pubblicato il 7 dicembre 2012.
L'EP è stato anticipato dal singolo Out of My Limit, pubblicato per il download digitale il 19 novembre 2012.

## Traccia
1. Unpredictable – 3:05
2. Out of My Limit – 3:14
3. Beside You – 3:44
4. Gotta Get Out – 3:43

## Formazione
- Luke Hemmings – voce, chitarra
- Michael Clifford – voce, chitarra
- Calum Hood – voce, basso
- Ashton Irwin – batteria, cori